# Prix Royal Oak
Groupe 1
Le Prix Royal Oak est une course hippique de plat se déroulant au mois d'octobre sur l'hippodrome de Longchamp.
C'est une course de Groupe I réservée aux chevaux de 3 ans et plus. Créée en 1861, la course portait à l'origine le nom de "Grand Prix du Prince Impérial", avant d'être rebaptisée Prix Royal Oak en hommage au cheval de course Royal Oak. Conçue à l'origine sur le modèle du St. Leger Stakes anglais, la course s'en distingue de par le fait qu'elle est ouverte depuis 1979 aux chevaux de plus de 3 ans. La course s'est déroulée de 2015 à 2017 sur l'hippodrome de Saint-Cloud, en 2018 sur l'hippodrome de Chantilly, avant de retrouver Longchamp.
Le Prix Royal Oak se court sur la distance de 3 100 mètres, et son allocation s'élève à 350 000 €.

## Palmarès depuis 1987
| Année | Vainqueur       | S/A  | Pays        | Père             | Jockey                | Entraîneur           | Propriétaire                    | Temps   |
| ----- | --------------- | ---- | ----------- | ---------------- | --------------------- | -------------------- | ------------------------------- | ------- |
| 2024  | Double Major    | H.4  | France      | Daiwa Major      | Maxime Guyon          | Christophe Ferland   | Wertheimer & Frère              | 3'33"16 |
| 2023  | Double Major    | H.3  | France      | Daiwa Major      | Maxime Guyon          | Christophe Ferland   | Wertheimer & Frère              | 3'35"89 |
| 2022  | Irésine         | H.5  | France      | Manduro          | Marie Vélon           | Jean-Pierre Gauvin   | B. Millière, J.-P. Gauvin & al. | 3'31"34 |
| 2021  | Scope           | M.3  | Royaume-Uni | Teofilo          | Rob Hornby            | Ralph Beckett        | J.H. Richmond-Watson            | 3'27"35 |
| 2020  | Subjectivist    | M.3  | Royaume-Uni | Teofilo          | Joe Fanning           | Mark Johnston        | James Walker                    | 3'38"68 |
| 2019  | Technician      | M.3  | Royaume-Uni | Mastercraftsman  | Pierre-Charles Boudot | Martyn Meade         | Team Valor 1                    | 3'40"13 |
| 2018  | Holdthasigreen  | H.6  | France      | Hold That Tiger  | Tony Piccone          | Bruno Audouin        | Jean Gilbert                    | 3'18"17 |
| 2017  | Ice Breeze      | M.3  | France      | Nayef            | Vincent Cheminaud     | Pascal Bary          | Khalid Abdullah                 | 3'25"40 |
| 2016  | Vazirabad       | H.4  | France      | Manduro          | Christophe Soumillon  | Alain de Royer-Dupré | S.A. Aga Khan                   | 3'29"23 |
| 2015  | Vazirabad       | H.3  | France      | Manduro          | Christophe Soumillon  | Alain de Royer-Dupré | S.A. Aga Khan                   | 3'27"61 |
| 2014  | Tac de Boistron | H.7  | France      | Take Risks       | Martin Harley         | Marco Botti          | Australian Thoroughbred         | 3'32"73 |
| 2013  | Tac de Boistron | H.6  | France      | Take Risks       | Martin Harley         | Marco Botti          | Australian Thoroughbred         | 3'38"12 |
| 2012  | Les Beaufs      | H.3  | France      | Apsis            | Julien Guillochon     | Valérie Seignoux     | Stéphane Seignoux               | 3'36"22 |
| 2011  | Be Fabulous     | F.4  | France      | Samum            | Maxime Guyon          | André Fabre          | Godolphin                       | 3'21"47 |
| 2010  | Gentoo          | H.6  | France      | Loup Solitaire   | Christophe Lemaire    | Alain Lyon           | S.Tripier-Mondancin             | 3'36"00 |
| 2009  | Ask             | M.6  | Royaume-Uni | Sadler's Wells   | Ryan Moore            | Sir Michael Stoute   | P.-J. Fahey                     | 3'32"17 |
| 2008  | Yeats           | M.7  | Irlande     | Sadler's Wells   | Johnny Murtagh        | Aidan O'Brien        | S. Magnier & D. Nagle           | 3'19"30 |
| 2007  | Allegretto      | F.4  | Royaume-Uni | Galileo          | Ryan Moore            | Sir Michael Stoute   | Cheveley Park Stud              | 3'15"50 |
| 2006  | Montare         | F.4  | France      | Montjeu          | Olivier Peslier       | Jonathan Pease       | George Strawbridge              | 3'20"30 |
| 2005  | Alcazar         | H.10 | Royaume-Uni | Alzao            | Michael Fenton        | Hughie Morrison      | Repard, Melrose & Co            | 3'27"30 |
| 2004  | Westerner       | M.5  | France      | Danehill         | Stéphane Pasquier     | Elie Lellouche       | Ecurie Wildenstein              | 3'28"90 |
| 2003  | Westerner       | M.4  | France      | Danehill         | Dominique Bœuf        | Elie Lellouche       | Ecurie Wildenstein              | 3'31"20 |
| 2002  | Mr Dinos        | M.3  | Royaume-Uni | Desert King      | Dominique Bœuf        | Paul Cole            | C. Shiacolas                    | 3'38"50 |
| 2001  | Vinnie Roe      | M.3  | Irlande     | Definite Article | Pat Smullen           | Dermot Weld          | A. Balzarini                    | 3'37"80 |
| 2000  | Amilynx         | M.4  | France      | Linamix          | Olivier Peslier       | André Fabre          | Jean-Luc Lagardère              | 3'33"40 |
| 1999  | Amilynx         | M.3  | France      | Linamix          | Olivier Peslier       | André Fabre          | Jean-Luc Lagardère              | 3'40"60 |
| 1998  | Tiraaz          | M.4  | France      | Lear Fan         | Gérald Mossé          | Alain de Royer-Dupré | S.A. Aga Khan                   | 3'58"40 |
| 1997  | Ebadiyla        | F.3  | Irlande     | Sadler's Wells   | Gérald Mossé          | John Oxx             | S.A. Aga Khan                   | 3'26"50 |
| 1996  | Red Roses Story | F.4  | France      | Pink             | Vincent Vion          | Corine Barbe         | Corine Barbe                    | 3'38"40 |
| 1995  | Sunshack        | M.4  | France      | Rainbow Quest    | Thierry Jarnet        | André Fabre          | Khalid Abdullah                 | 3'16"20 |
| 1994  | Moonax          | M.3  | Royaume-Uni | Caerleon         | Pat Eddery            | Barry Hills          | Cheikh Al Maktoum               | 3'28"90 |
| 1993  | Raintrap        | M.3  | France      | Rainbow Quest    | Pat Eddery            | André Fabre          | Khalid Abdullah                 | 3'45"80 |
| 1992  | Assessor        | M.3  | Royaume-Uni | Niniski          | Richard Quinn         | Richard Hannon       | B.E. Nielsen                    | 3'35"80 |
| 1991  | Turgeon         | M.5  | France      | Caro             | Tony Cruz             | Jonathan Pease       | George Strawbridge              | 3'23"40 |
| 1990  | Braashee        | M.4  | Royaume-Uni | Sadler's Wells   | Michael Roberts       | Alex Stewart         | Maktoum Al Maktoum              | 3'38"40 |
| 1990  | Indian Queen    | F.5  | Royaume-Uni | Electric         | Walter Swinburn       | Lord Huntingdon      | Sir G. Brunton                  | 3'38"40 |
| 1989  | Top Sunrise     | M.4  | France      | Top Ville        | Freddy Head           | André Fabre          | Charles-E. Schmidt              | 3'22"00 |
| 1988  | Star Lift       | M.4  | France      | Mill Reef        | Cash Asmussen         | André Fabre          | Daniel Wildenstein              | 3'29"80 |
| 1987  | Royal Gait      | M.4  | Royaume-Uni | Gunner B         | Alfred Gibert         | John Fellows         | M. Pereira-Arias                | 3'34"60 |

## Vainqueurs précédents
- 1861 - Palestro
- 1862 - Souvenir
- 1863 - La Toucques
- 1864 - Fille de l'Air
- 1865 - Gladiateur
- 1866 - Étoile Filante
- 1867 - Patricien
- 1868 - Nélusco
- 1869 - Clotho
- 1870-71 - pas de course
- 1872 - Barbillon
- 1873 - Boïard
- 1874 - Mignonette
- 1875 - Perplexe
- 1876 - Kilt
- 1877 - Jongleur
- 1878 - Inval
- 1879 - Zut
- 1880 - Beauminet
- 1881 - Perplexite
- 1882 - Clio
- 1883 - Stockholm
- 1884 - Archiduc
- 1885 - Escarboucle
- 1886 - Gamin
- 1887 - Bavarde
- 1888 - Galaor
- 1889 - Pourtant
- 1890 - Alicante
- 1891 - Berenger
- 1892 - Chene Royal
- 1893 - Ramleh
- 1894 - Gouvernail
- 1895 - Bombon
- 1896 - Champaubert
- 1897 - Chambertin
- 1898 - Le Roi Soleil
- 1899 - Perth
- 1900 - Ivoire
- 1901 - Jacobite
- 1902 - Fer
- 1903 - Tarquato Tasso
- 1904 - Macdonald II
- 1905 - Clyde
- 1906 - Maintenon
- 1907 - Anémone II
- 1908 - Medeah
- 1909 - Aveu
- 1910 - Reinhart
- 1911 - Combourg
- 1912 - Gorgorito
- 1913 - Bruleur
- 1914-18 - pas de course
- 1919 - Stearine
- 1920 - Embry
- 1921 - Ksar
- 1922 - Keror
- 1923 - Filibert de Savoie
- 1924 - Uganda
- 1925 - Priori
- 1926 - Biribi
- 1927 - Fiterari
- 1928 - Cacao
- 1929 - Calandria
- 1930 - Taicoun
- 1931 - Deiri
- 1932 - Laeken
- 1933 - Jumbo
- 1934 - Brantôme
- 1935 - Bokbul
- 1936 - Fantastic
- 1937 - Victrix
- 1938 - Éclair au Chocolat
- 1939-40 - pas de course
- 1941 - Le Pacha
- 1942 - Tifinar
- 1943 - Verso II
- 1944 - Samaritain
- 1945 - Caracalla
- 1946 - Souverain
- 1947 - Tourment
- 1948 - Spooney
- 1949 - Ciel Étoile
- 1950 - Pan
- 1951 - Stymphale
- 1952 - Feu de Diable
- 1953 - Buisson d'Or
- 1954 - Sica Boy
- 1955 - Macip
- 1956 - Arabian
- 1957 - Scot
- 1958 - Wallaby
- 1959 - Vamour
- 1960 - Puissant Chef
- 1961 - Match II
- 1962 - Sicilian Prince
- 1963 - Relko
- 1964 - Barbieri
- 1965 - Reliance
- 1966 - Vasco de Gama
- 1967 - Samos III
- 1968 - Dhaudevi
- 1969 - Le Chouan
- 1970 - Sassafrás
- 1971 - Bourbon
- 1972 - Pleben
- 1973 - Lady Berry
- 1974 - Busiris
- 1975 - Henri le Balafre
- 1976 - Exceller
- 1977 - Rex Magna
- 1978 - Brave Johnny
- 1979 - Niniski
- 1980 - Gold River
- 1981 - Ardross
- 1982 - Denel
- 1983 - Old Country
- 1984 - Agent Double
- 1985 - Mersey
- 1986 - El Cuite